# Vittorio Cottafavi
Vittorio Cottafavi (30 de gener de 1914 - 14 de desembre de 1998) va ser un director de cinema i guionista italià. Va dirigir 70 pel·lícules entre els anys 1943 i 1985. La seva pel·lícula Il diavolo sulle colline va ser projectada a la secció Un Certain Regard del Festival de Canes 1985. Al llarg de la seva carrera va fer diverses adaptacions televisives de diferents clàssics de la literatura.

## Filmografia seleccionada
- Abuna Messias, direcció de Goffredo Alessandrini (1939), guió
- Nozze di sangue, direcció de Goffredo Alessandrini (1941), guió
- Quelli della montagna, direcció de Aldo Vergano (1943), assistent de direcció
- I nostri sogni (1943), guió i direcció
- La porta del cielo, direcció de Vittorio De Sica (1944), actor
- Lo sconosciuto di San Marino, direcció di Michał Waszyński (1946), guió
- Fiamme sul mare, (1947), guió e direcció
- La grande strada (1948), direcció
- La fiamma che non si spegne (1949), direcció
- Una donna ha ucciso (1951), guió i direcció
- Il boia di Lilla (1952), guió i direcció
- Il cavaliere di Maison Rouge (1953), guió i direcció
- Traviata '53 (1953), direcció
- Avanzi di galera (1954), direcció
- Una donna libera (1954), direcció
- In amore si pecca in due (1954), direcció
- Nel gorgo del peccato (1954), direcció
- Fiesta brava (1956), guió i direcció
- La rivolta dei gladiatori (1958), direcció
- Messalina, Venere imperatrice (1959), direcció
- Le legioni di Cleopatra (1959), guió i direcció
- La venjança d'Hèrcules (1960), direcció
- Ercole alla conquista di Atlantide (1961), guió i direcció
- Le vergini di Roma (1961), direcció
- Il mondo è una prigione (1961), direcció
- Il taglio del bosco (1963), direcció
- I cento cavalieri (1964), soggetto, guió i direcció
- Antonio e Cleopatra (1965), direcció
- I Persiani (1975), direcció
- Maria Zef (1981), direcció
- Il diavolo sulle colline (1985), direcció